# William R. Desobry

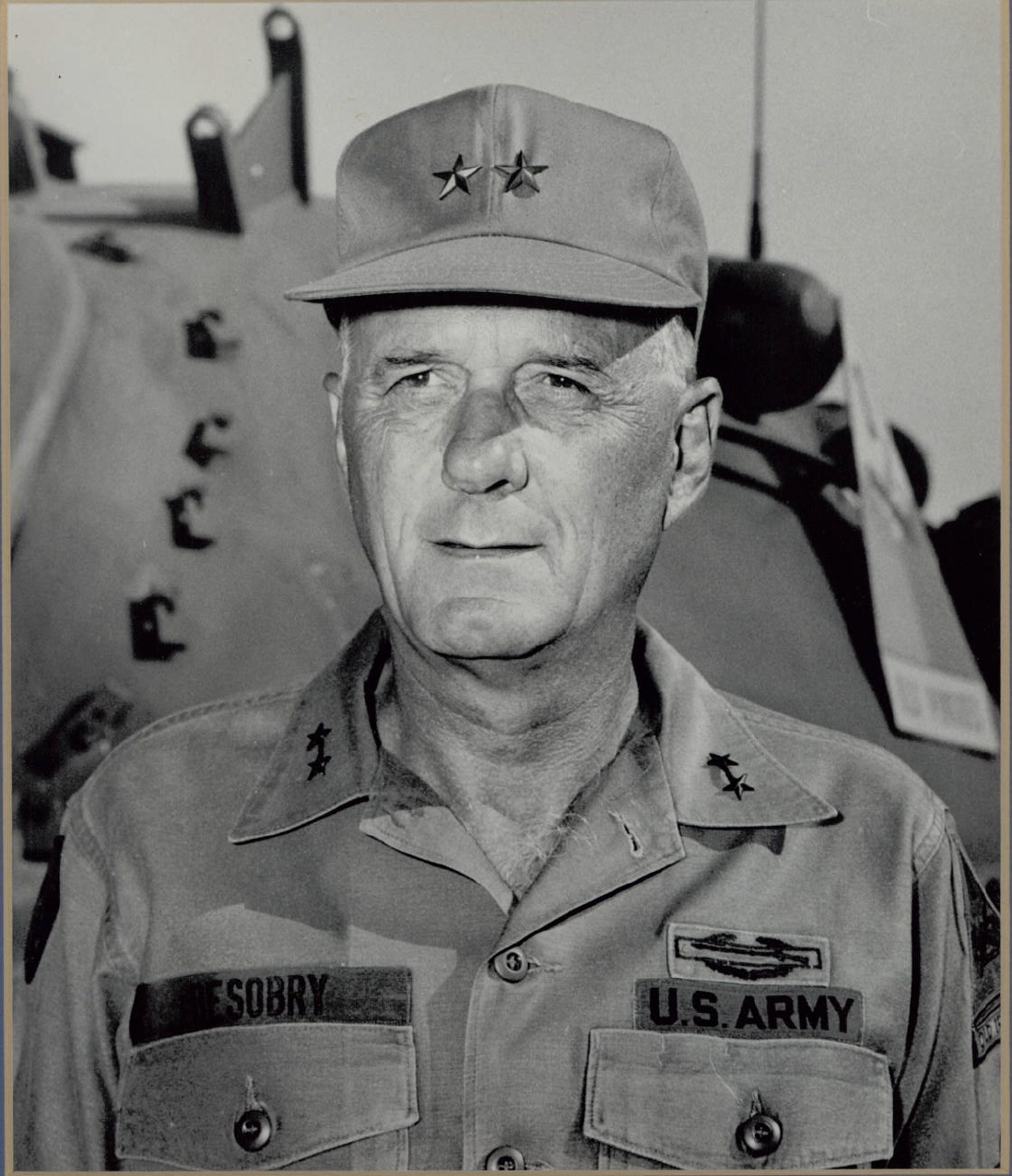
William R. Desobry (1975)

William Robertson Desobry (* 11. September 1918 in Manila, Philippinen; † 12. Januar 1996 in San Antonio, Texas) war ein Generalleutnant der United States Army.
William Desobry war der Sohn von Elmer Cuthbert Desobry und dessen Frau Emily Dorsey. Er wurde in Manila geboren, wuchs aber in Chicago und Honolulu auf, wo er die öffentlichen Schulen besuchte. Im Jahr 1936 schloss er die private Punahou School in Honolulu ab. Nach einem Studium an der Georgetown University gelangte er 1941 über das Reserve Officer Training Corps in die US Army. In der Armee durchlief er anschließend alle Offiziersränge vom Leutnant bis zum Drei-Sterne-General.
Während des Zweiten Weltkrieges wurde er mit der 10. Panzerdivision zunächst in den Vereinigten Staaten ausgebildet und dann auf dem europäischen Kriegsschauplatz eingesetzt. Dabei wurde er rasch befördert. Bereits am 27. Oktober 1943 erreichte er den Rang eines Majors. Im Dezember 1944 war er während der Belagerung von Bastogne Bataillonskommandeur. Bei diesen Gefechten wurde er verwundet und von den Deutschen gefangen genommen. Er kam in ein deutsches Lazarett und wurde anschließend unter anderem im Kriegsgefangenenlager Fallingbostel interniert. Erst im Frühjahr 1945 wurde er zusammen mit den anderen Gefangenen befreit.
In den Jahren nach dem Krieg war er zunächst in Alabama und dann als Stabsoffizier (G2) beim Department of the Army eingesetzt. Dann kehrte er zwischen 1946 und 1950 zurück nach Europa, wo er in Deutschland und Österreich bei den jeweiligen Besatzungstruppen Dienst tat. Im Jahr 1950 studierte er am Command and General Staff College in Fort Leavenworth in Kansas. Danach unterrichtete er dort selbst als Lehrer. Von 1955 bis 1958 war er erneut in Deutschland stationiert. Dabei war er unter anderem Bataillonskommandeur und später Stabschef der 2. Panzerdivision sowie Stabsoffizier im Hauptquartier des V. Corps in Frankfurt am Main.
Im Jahr 1959 absolvierte William Desobry das United States Army War College, dessen Fakultät er in den Jahren 1962 bis 1965 angehörte. Dazwischen war er wieder als Stabsoffizier tätig. Im August 1965 wurde er zum Military Assistance Command in Südvietnam versetzt. Dort war er unter anderem als Berater des südvietnamesischen Heeres tätig. Im Januar 1968 kehrte er, unmittelbar vor der nordvietnamesischen Tet-Offensive, in die USA zurück. Im September dieses Jahres wurde er zum Generalleutnant befördert.
Nach einer zwischenzeitliche Verwendung als Stabsoffizier im Department of the Army übernahm er im Februar 1970 das Kommando über die 1. Panzerdivision. Dieses Kommando hatte er bis März 1971 inne. Zwischen 1971 und 1973 war er erneut im Stab des Heeresamts in Washington, D.C. tätig, ehe er am 1. Juni 1973 als Nachfolger von Willard Pearson das Kommando über das V. Corps übernahm, das er bis zum 24. August 1975 behalten sollte. Anschließend ging er in den Ruhestand.
Generalleutnant William Desobry war seit 1942 mit Jacqueline Keyes verheiratet, mit der er sechs Kinder hatte. Er starb am 12. Januar 1996 in San Antonio und wurde auf dem Nationalfriedhof im Fort Sam Houston beigesetzt.

## Orden und Auszeichnungen
William Desobry erhielt im Lauf seiner militärischen Laufbahn unter anderem folgende Auszeichnungen:
- Army Distinguished Service Medal
- Silver Star
- Legion of Merit
- Bronze Star Medal
- Air Medal
- Purple Heart
- Combat Infantryman Badge
- Army Staff Identification Badge
- Prisoner of War Medal
- American Defense Service Medal
- American Campaign Medal
- European-African-Middle Eastern Campaign Medal
- World War II Victory Medal
- Army of Occupation Medal
- National Defense Service Medal
- Vietnam Service Medal
- Gallantry Cross (Südvietnam)
- Armed Forces Honor Medal (Südvietnam)
- Vietnam Campaign Medal (Südvietnam)
- Presidential Unit Citation
- Meritorious Unit Commendation